# V 151
V 151, ab 1917 T 151 und zwischen 1937 und 1939 Komet, war ein deutsches Großes Torpedoboot und diente von 1908 bis 1945 in deutschen Marinen und 1945/46 kurzfristig im Deutschen Minenräumdienst. Die Indienststellung erfolgte am 29. Februar 1908.

## Geschichte

### Kaiserliche Marine
Während des Ersten Weltkriegs gehörte V 151  zusammen mit G 133, G 136, V 152, V 154, V 155, V 157, V 158 und V 160  zur IV. Torpedobootsflottille. Am 24. September 1917 wurde V 151 in T 151 umbenannt.

### In der Reichsmarine
Das Boot wurde in die Reichsmarine übernommen und der Marinestation der Nordsee in Wilhelmshaven zugeteilt.
Im Oktober 1923 wurde T 151 zusammen mit dem Kleinen Kreuzer Hamburg und T 157 unter der Führung des Befehlshabers der leichten Seestreitkräfte der Nordsee, Kapitän zur See Adolf Pfeiffer, im Hamburger Aufstand der Kommunistischen Partei Deutschlands eingesetzt. Die beiden Torpedoboote wurden ins preußische Harburg detachiert, um notfalls die dortige Polizei zu unterstützen. Von der Aussetzung von Landungskommandos der T-Boote sah Pfeiffer ab, da die Boote ohnehin eine geringe Personalstärke besaßen und nicht über Maschinengewehre verfügten. Außerdem hielt man die Besatzungen für einen Nachtkampf in einer unbekannten Stadt für ungenügend ausgebildet. Allerdings sollten im Notfall die Bordwaffen eingesetzt werden. Beide Boote wurden unmittelbar nach Beendigung des Aufstands wieder abgezogen und kehrten nach Wilhelmshaven zurück.
Drei weitere T-Boote waren wegen des Aufstands in den Weserraum entsandt worden, brauchten aber nach Fock nicht mehr eingreifen.
Von 1922 bis 1924 wurden T 151 und seine Schwesterboote in der Reichsmarinewerft Wilhelmshaven umgebaut, wobei die Feuerung von Kohle auf Öl umgebaut wurde. Dabei wurden die Länge und der Tiefgang der Boote geringfügig verändert.

### In der Kriegsmarine
Spätestens am 12. März 1937 wurde T 151 in Komet umbenannt und diente als Schnellschlepper. Ab April 1939 wurde sie als Torpedofangboot eingesetzt und wieder in T 151 umbenannt.

### Deutscher Minenräumdienst, Kriegsbeute
Ab dem 20. November 1945 diente das Boot im Minenräumverband (W) des Deutschen Minenräumdienstes. Bereits am 4. Januar 1946 wurde es als Kriegsbeute den USA zugesprochen und im Laufe des Jahres 1948 auf dem Bremer Vulkan abgewrackt.